# Rehovot

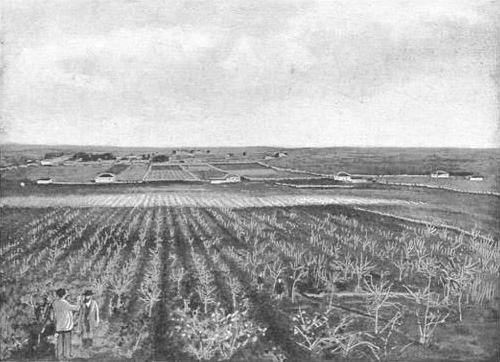
Rehovot în primii ani de existențǎ

Rehovot este un oraș situat în centrul statului Israel, în partea de sud a Câmpiei litorale, la mijlocul vechiului drum de la Tel Aviv-Jaffa la Ierusalim.
Rehovot a fost fondat ca așezare agricolă - moșavá - în anul 1890 pe 10.000 de dunami de pămînt ai așezării Duran pe care l-au cumpărat evrei din primul val de emigrație sionistă din Polonia (în vremea aceea parte din Imperiul Rus și Austro-Ungar) de la latifundiarul arab creștin Butrus Rok. În 1914 localitatea  număra 955 locuitori.În 1950 când a atins numărul de 18.000 locuitori a fost declarat oraș.
În prezent Rehovot are 115,000 locuitori.

## Istorie
În vremea Mishnei și a Talmudului se știe că existat în această zonă o așezare numită Doron. Ea a continuat să existe în epoca romană și bizantină, iar în epoca arabo-musulmană s-a numit Duran. Evreii care s-au așezat aici au venit din Polonia și Rusia în cadrul asociației „Menuhá venahalá” din Varșovia și au fondat o așezare agricolă. Între fondatori s-au numărat Aharon Eisenberg și Batia Makov. Ei urmăreau să creeze o așezare agricolă care să nu fie dependentă de ajutorul financiar al baronului Edmond de Rothschild și de funcționarii acestuia. Așezarea a fost întemeiată oficial la 1 august 1890, 15 Av 5650 după calendarul ebraic. După ei au venit în anul 1907 evrei din Yemen, mai ales din zona orașelor Haydan și Sa'ada, și au fondat trei cartiere: Shkhunat Hateimanim ("Cartierul yemeniților"), Shaaraim și „Marmorek”. Evreii polonezi, care deveniseră proprietarii pământurilor, au plantat pomi fructiferi, migdali și în special vii iar din anul 1904 portocali, Zalman Minkov fiind cel dintâi care a sădit o livadă de portocali. Evreii yemeniți au găsit de lucru pe aceste plantații. Localitatea a devenit după mulți ani cunoscută ca „oraș al citricelor” - Ir Hahadarim.
În anul 1920 a ajuns la Rehovot calea ferată și s-a clădit o gară, ceea ce ajutat la comercializarea produselor agricole din localitate în întreaga țară și prin portul Jaffa în străinătate. În 1923 agricultorii s-au organizat într un comitet care era destinat să le apere drepturile în fața celorlalți locuitori.În 1933 a luat ființă o fabrică de sucuri de fructe Yafura. Relațiile cu vecinii arabi au fost uneori tensionate, ca de pildă cu satul Zarnuga și cu tribul beduin Satariye care a atacat localitatea având pretenție șa pășuni și la pământuri din sudul ei. În anul 1913 Rehovot a fost atacat de locuitori din Zarnuga, care au omorât un paznic originar din Rishon Letzion.

În anul 1932 s-a deschis în Rehovot o stație agricolă experimentală, care a devenit mai târziu Facultatea de Agronomie a Universității Ebraice din Ierusalim.
În anul 1934 s-a deschis în Rehovot Institutul Daniel Sieff, devenit ulterior Institutul de știință Weizmann (după numele primului președinte al statului Israel, Chaim Weizmann), care e azi unul din cele mai prestigioase centre de cercetare științifică din lume.
Cu timpul s-au stabilit în localitate imigranți evrei din toată lumea, din Argentina și din Statele Unite, din România și din Africa de Sud, din Rusia, din Etiopia etc.
Populația s-a mărit, s-a dezvoltat industria locală, s-a construit un spital important , spitalul Kaplan (după numele celui dintâi ministru de finanțe al Israelului), centru medical regional. În anul 1950, când populația din Rehovot a atins 18.000 locuitori, localitatea a primit statutul de oraș.

## Numele orașului
La propunerea lui Israel Belkind, localitatea  a fost denumită după un verset din cartea biblică a Facerii 26,22: 
„וַיַּעְתֵּק מִשָּׁם וַיַּחְפֹּר בְּאֵר אַחֶרֶת וְלֹא רָבוּ עָלֶיהָ וַיִּקְרָא שְׁמָהּ רְחֹבוֹת וַיֹּאמֶר כִּי עַתָּה הִרְחִיב יְהוָה לָנוּ וּפָרִינוּ בָאָרֶץ”
„Apoi s-a mutat și de aici și a săpat altă făntână, pentru care nu s-au mai certat, și i-a pus numele Rehobot, căci își zicea: “Datu-ne-a astăzi Domnul loc larg și vom spori pe pământ””
Este vorba de un loc de popas al patriarhului Iacob care părăsise Beer Sheva în drum spre Egipt.

## Simbolul orașului
Simbolul oficial al orașului cuprinde trei elemente: o portocală - aluzie la plantațiile de portocali care în trecut au făcut renumele locului, și din care nu a rămas în prezent decât un mic Muzeu al livezilor („Muzeion Hapardes”), un microscop - aluzie la centrele de cercetare științifică - Institutul Weizmann, Facultatea de studii agricole,etc și o carte - aluzie la biblioteca privată a lui Tuvia Miller care se afla pe vremuri în centrul localității și era la începutul secolului al XX-lea una din cele mai mari din Palestina, și la oamenii de litere care au trăit și muncit la Rehovot: Moshe Smilanski, fratele acestuia  Meir „Siko” și nepotul S.Izhar, poetul și traducătorul de limba idiș Yehoash, poetul Shin Shalom, poeta Rahel Bluwstein, poeții Alexander Pen și Avraham Halfi care au lucrat în livezile Rehovotului, Nahum Gutman și Binyamin Tamuz care au lăsat povestiri despre aceste locuri („Enigma vacanței mari”, „Nisipurile de aur”), textierul și traducătorul Dan Almagor și mulți alții.